# Регулювальний орган

Регулюючий орган у функціональній схемі САР.

Регулюючи́й о́рган — у системах автоматичного регулювання — технологічний елемент, розташований, перед об'єктом регулювання, служить для зміни вхідної фізичної величини, що впливає на регульований параметр.
Регулюючі органи звичайно входять до складу об'єктів регулювання і впливають на процеси, що протікають у них, шляхом зміни в основному витрат продуктів.
Для зміни витрат сипучих матеріалів звичайно використовуються живильники — вібраційні, хитні, пластинчаті, стрічкові, шиберні заслінки, роторні, ґвинтові, тарільчасті (дискові) і інші.
Витрати рідких і газоподібних продуктів змінюються за допомогою дросельних заслінок, запорно-регулюючих вентилів, шиберів, шлангових затворів, варіаторів частоти обертання робочих органів насосів, вентиляторів і димососів.
Для зміни малих витрат, наприклад, реагентів і флокулянтів, використовують дозатори, що називають живильниками реагентів.